# Besse, Dordogne
Besse är en kommun i departementet Dordogne i regionen Nouvelle-Aquitaine i sydvästra Frankrike. Kommunen ligger i kantonen Villefranche-du-Périgord som tillhör arrondissementet Sarlat-la-Canéda. År 2022 hade Besse 153 invånare.

## Befolkningsutveckling
Antalet invånare i kommunen Besse
Referens:INSEE